# Abranovce
Abranovce (bis zum 19. Jahrhundert slowakisch auch „Obranovce“ (in damaliger Schreibweise „Obranowce“); ungarisch Ábrány – älter auch Abrányfalva) ist eine Gemeinde im Osten der Slowakei mit 734 Einwohnern (Stand 31. Dezember 2024) im Okres Prešov, einem Teil des Prešovský kraj, und wird zur traditionellen Landschaft Šariš gezählt.

## Geographie
Die Gemeinde befindet sich im Nordteil des Talkessels Košická kotlina am Fuße des östlich gelegenen Gebirges Slanské vrchy. Das Gebiet gehört zum Einzugsgebiet der Torysa, die Gemeinde selbst hat jedoch keine nennenswerten Bäche oder Flüsse. Das Gemeindegebiet ist hügelig, im Westteil landwirtschaftlich genutzt, im Ostteil durch einen Wald bedeckt. Das Ortszentrum liegt auf einer Höhe von 446 m n.m. und ist 13 Kilometer von Prešov entfernt.
Nachbargemeinden sind Kokošovce im Norden, Zlatá Baňa im Nordosten, Lesíček im Osten, Žehňa im Süden und Dulova Ves im Westen.

## Geschichte

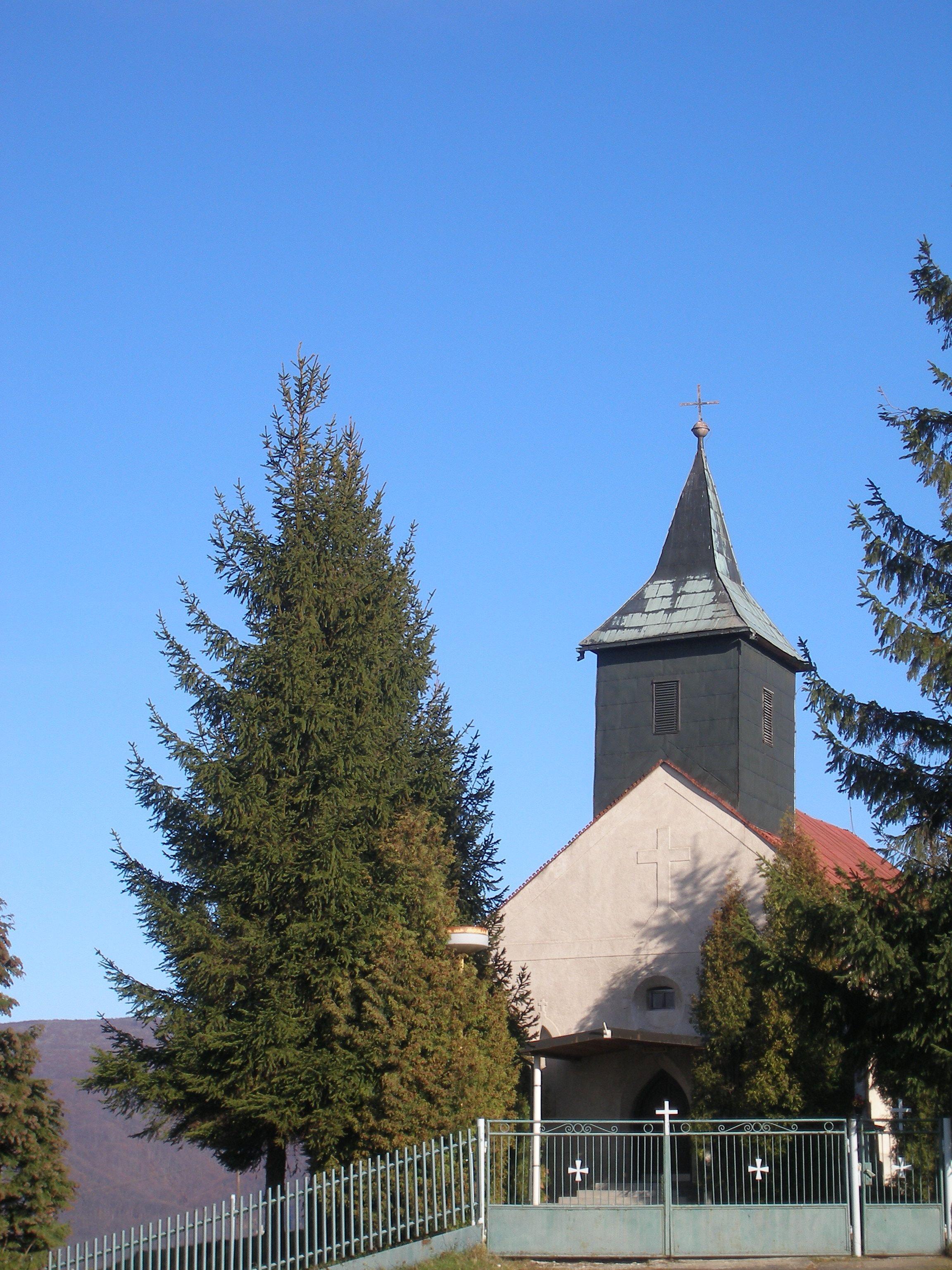
Kirche in Abranovce

Der Ort entstand im 13. Jahrhundert, wurde zum ersten Mal 1320 als Abran schriftlich erwähnt und war damals Gut der Familie Aba. 1427 gab es im Ort nach einem Steuerverzeichnis 10 Porta. Im 15. Jahrhundert war das Dorf Besitz des Geschlechtes Raszlaviczky, im 17. Jahrhundert der Geschlechter Segney, Pálffy, Kapi, im 18. Jahrhundert der Familie Nemessány. 1787 hatte die Ortschaft 39 Häuser und 236 Einwohner, 1828 zählte man 44 Häuser und 343 Einwohner, deren Haupteinnahmequellen Forst- und Landwirtschaft waren.
Bis 1918 gehörte der im Komitat Scharosch liegende Ort zum Königreich Ungarn und kam danach zur Tschechoslowakei beziehungsweise heute Slowakei.

## Bevölkerung
| Jahr                | 1994 | 2004    | 2014     | 2024     |
| ------------------- | ---- | ------- | -------- | -------- |
| Anzahl der Personen | 510  | 548     | 644      | 734      |
| Unterschied         |      | +7,45 % | +17,51 % | +13,97 % |

| Jahr                | 2023 | 2024    |
| ------------------- | ---- | ------- |
| Anzahl der Personen | 715  | 734     |
| Unterschied         |      | +2,65 % |

Nach der Volkszählung 2011 wohnten in Abranovce 619 Einwohner, davon 581 Slowaken und 12 Roma. 26 Einwohner machten keine Angabe zur Ethnie.
422 Einwohner bekannten sich zur römisch-katholischen Kirche, 145 Einwohner zur griechisch-katholischen Kirche sowie 17 Einwohner zur Evangelischen Kirche A. B.; fünf Einwohner bekannten sich zu einer anderen Konfession. Sechs Einwohner waren konfessionslos und bei 24 Einwohnern wurde die Konfession nicht ermittelt.

## Bauwerke
- griechisch-katholische Kirche aus dem Jahr 2000

## Söhne und Töchter der Gemeinde
- Ján Hirka (1923–2014), slowakischer griechisch-katholischer Bischof